# Płamen Nikołow (ur. 1961)
Płamen Nikołow (ur. 20 kwietnia 1961 w Drjanowie) – bułgarski piłkarz grający na pozycji bramkarza, trener i działacz piłkarski.

## Życiorys
Jest wychowankiem Łokomotiwu Drjanowo. W wieku siedemnastu lat przeszedł do Łokomotiwu Płowdiw, gdzie występował obok reprezentantów kraju Ajana Sadykowa i kończącego karierę Christo Bonewa. Następnie przez dziesięć sezonów był zawodnikiem Łokomotiwu Sofia, ale w jedenastce występował z różną regularnością. W 1991 roku trafił do Lewskiego Sofia jako następca Borisława Michajłowa. Choć początkowo miał być tylko zmiennikiem młodszego Zdrawko Zdrawkowa, wygrał rywalizację o grę w pierwszym zespole: w ciągu sześciu sezonów spędzonych w Lewskim wystąpił łącznie w 132 meczach oraz zdobył trzykrotnie mistrzostwo kraju i dwukrotnie Puchar Bułgarii. Piłkarską karierę zakończył w wieku trzydziestu ośmiu lat w drugoligowym Septemwri Sofia.
W reprezentacji Bułgarii od 28 maja 1991 roku (0:3 z Brazylią) do 16 lipca 1994 roku (0:4 ze Szwecją) rozegrał 6 meczów. Znalazł się w kadrze na mundial 1994, chociaż w eliminacjach częściej od niego grał Antonio Ananiew. Ostatecznie na mistrzostwach Bułgarzy zajęli czwarte miejsce. Nikołow był zmiennikiem Borisława Michajłowa; wystąpił tylko w jednym spotkaniu, w drugiej połowie meczu o trzecie miejsce ze Szwecją.
Po zakończeniu kariery piłkarskiej pracował jako trener bramkarzy, m.in. w Marku Dupnica i Slawii Sofia.
W kwietniu 2010 roku został prezesem, występującego w drugiej lidze, Botewu Wraca. Rok później, w sezonie 2010–2011, Botew, trenowany przez kolegę Nikołowa z kadry, Saszo Angełowa, wyprzedził m.in. Etyr Wielkie Tyrnowo, Sportist Swoge i Wichren Sandanski, i wywalczył awans do ekstraklasy. Powrócił do najwyższej ligi rozgrywkowej po dwudziestu jeden latach.

## Sukcesy piłkarskie
- Puchar Armii Sowieckiej 1982 z Łokomotiwem Sofia
- mistrzostwo Bułgarii 1993, 1994 i 1995 oraz Puchar Bułgarii 1992 i 1994 z Lewskim Sofia
- IV miejsce na Mundialu 1994 z reprezentacją Bułgarii (jeden mecz)